# Bruce C. Murray
Bruce Churchill Murray (30 de noviembre de 1931 - 29 de agosto de 2013) fue un planetólogo estadounidense. Fue director del Laboratorio de Propulsión a Reacción (JPL) y cofundador de la Sociedad Planetaria.

## Formación e inicio de su carrera
Murray recibió su doctorado en geología del Instituto de Tecnología de Massachusetts (MIT) en 1955 y comenzó a a trabajar para la Standard Oil como geólogo. En 1960 se incorporó al Instituto de Tecnología de California (Caltech) en 1960.

## Carrera profesional

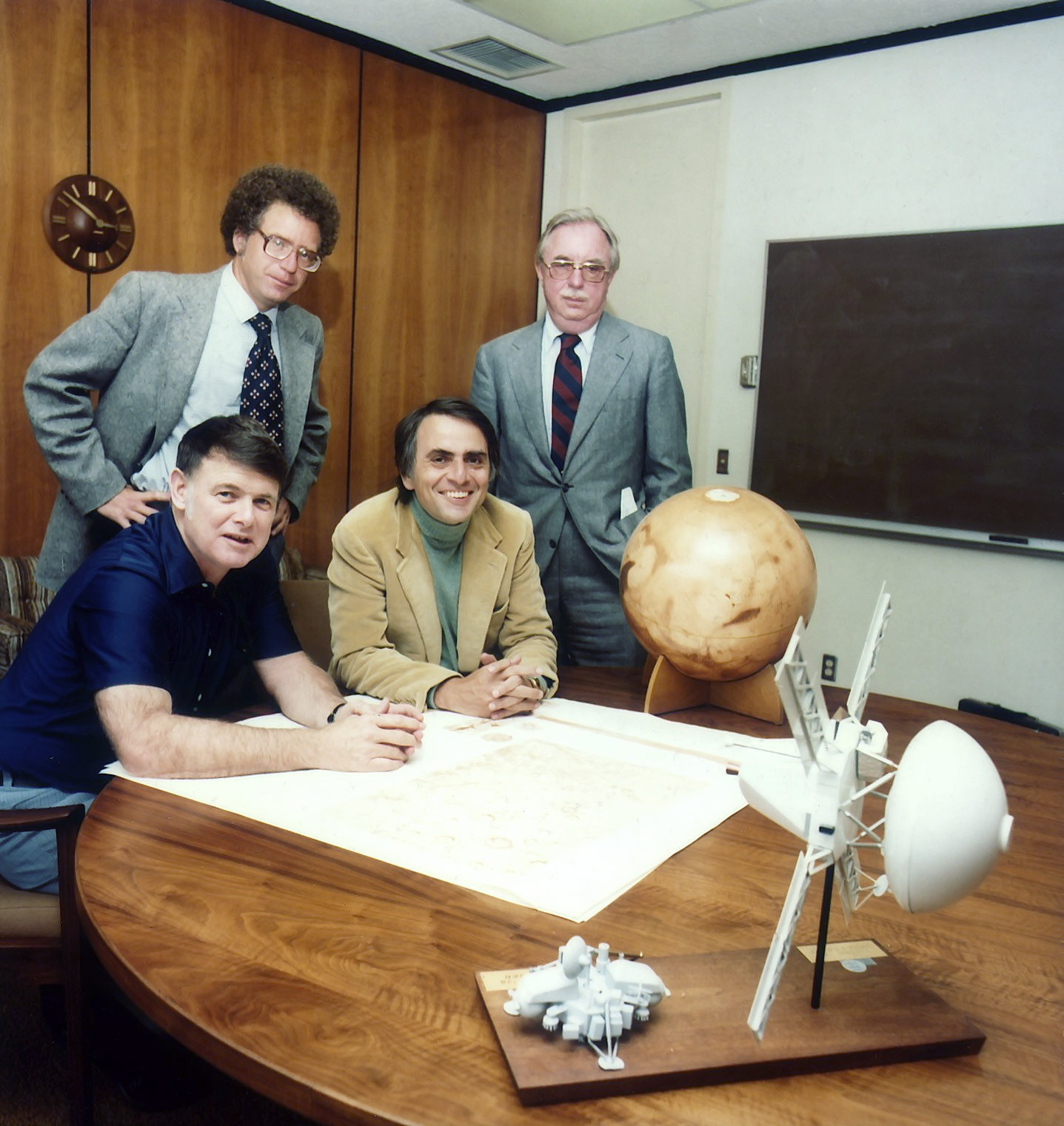
Fundadores de la Sociedad Planetaria.

En Caltech, Murray se convirtió en profesor asociado en 1963, profesor titular en 1969 y profesor emérito en 2001.
Murray comenzó a trabajar en el Laboratorio de Propulsión a Reacción (JPL), un laboratorio de la NASA administrado por Caltech, en 1960, en donde fue director desde 1976 hasta 1982. Durante su gestión promovió el reclutamiento y la contratación de ingenieras en el laboratorio, donde actualmente hay más mujeres empleadas que en cualquier otra instalación de la NASA.[cita requerida]  Murray se convirtió en director de JPL en un momento en que los presupuestos de exploración espacial se estaban reduciendo; entre otros logros, salvó la misión Galileo a Júpiter de los recortes presupuestarios.[cita requerida]
Murray elaboró la historia geológica de Marte utilizando fotografías tomadas por Mariner 4 en 1965. Aplicó un análisis fotográfico similar cuando se desempeñó como jefe científico de la misión Mariner 10. Cuando asumió la gestión de JPL, expresó sus reservas sobre el programa Viking, señalando que los experimentos biológicos incluidos con la nave espacial no fueron suficientes para lograr sus objetivos esperados por las misiones.
En 1971, participó en un simposio con ocasión de la llegada de Mariner 9 al planeta Marte, junto a Ray Bradbury; Arthur C. Clarke; Carl Sagan y Walter Sullivan. Sus discusiones fueron plasmadas en el libro Marte y la mente del hombre.
En 1980, Murray, junto con Carl Sagan y Louis Friedman, fundó The Planetary Society, de la que llegó a ser presidente.

## Vida privada y muerte
Murray se casó dos veces. Con su primera esposa, Joan O'Brien, tuvo tres hijos. Murray y O'Brien se divorciaron en 1970. En 1971, Murray se casó con Suzanne Murray, con quien tuvo dos hijos.
El primo de Murray es el expresidente de la Cámara de Representantes de los Estados Unidos, Tom Foley.
Murray murió en su casa en Oceanside, California, el 29 de agosto de 2013, por complicaciones de la enfermedad de Alzheimer que padecía, a los 81 años de edad.

## Premios y reconocimientos
Murray recibió el Premio Conmemorativo Carl Sagan en 1997.
El asteroide (4957) Brucemurray lleva su nombre, y el asteroide (2392) Jonathan Murray el nombre de uno de sus hijos.
El 13 de noviembre de 2013, la NASA anunció los nombres de dos lugares de Marte, llamados en honor a Murray, y que serían explorados por los rovers de exploración: Murray Ridge, un cráter elevado que exploró el rover Opportunity ; y Murray Buttes, la entrada al cráter que el rover Curiosity tuvo que atravesar en su camino hacia Aeolis Mons.